# Doro O'o
Doro O'o is een bestuurslaag in het regentschap Bima van de provincie West-Nusa Tenggara, Indonesië. Doro O'o telt 1808 inwoners (volkstelling 2010).